# Kormosfejű cinege
A kormosfejű cinege (Poecile montanus) a verébalakúak (Passeriformes) rendjébe, ezen belül a cinegefélék (Paridae) családjába tartozó apró termetű madárfaj, amely nagyon hasonlít a barátcinegére. A két fajt csak 1897-ben különítették el.

## Rendszerezés
Egyes rendszerezők a Parus nembe sorolják Parus montanus néven.

## Előfordulása
A kormosfejű cinege alapvetően eurázsiai madárfaj. Elterjedésének nyugati határa Franciaországban és Nagy-Britanniában húzódik, délen az Appenninekben, a Balkánon és a Kárpátokban találkozhatunk vele. Ázsiában az oroszországi tajga lakója, elterjedési területe így kelet és észak felé tágabb a barátcinegéénél.

## Alfajai
- közép-európai kormosfejű cinege (Poecile montanus montanus) – Közép-Európa, Alpok
- rajna-vidéki kormosfejű cinege (Poecile montanus rhenanus) – Németország
- angol kormosfejű cinege (Poecile montanus kleinschmidti) – Egyesült Királyság
- északi kormosfejű cinege (Poecile montanus borealis) – Észak-Európa
- erdélyi kormosfejű cinege (Poecile montanus transsylvanicus) – Erdély, Kárpátok
- urál vidéki kormosfejű cinege (Poecile montanus uralensis) – Oroszország, az Urál-hegységig
- Bajkál-tó vidéki kormosfejű cinege (Poecile montanus baicalensis) – Szibéria, a Bajkál-tó körüli vidéke
- kamcsatkai kormosfejű cinege (Poecile montanus kamtschatkensis) – Kamcsatka
- szahalin-szigeti kormosfejű cinege (Poecile montanus sachalinensis) – Szahalin sziget
- Poecile montanus abei
- Poecile montanus anadyrensis
- Poecile montanus loennbergi
- Poecile montanus restrictus
- Poecile montanus salicarius

## Megjelenése
Alapvetően barnás színű, a háta sötétebb, hasa világosabb, szürkés. Feje tetején fekete sapka és torkán ugyanilyen színű sáv látható, amelyek világos arcfoltjait keretezik. A barátcinegétől nagyobb feje és a szárnyon látható matt terület különbözteti meg, illetve torokfoltja is nagyobb valamivel rokonáénál.
A nemek egyformák, bár a hím némileg nagyobb. A kormosfejű cinege tojójának átlagos testtömege 8-13 gramm, szemben a hím 10–14 grammjával. A madár hossza 11–12 centiméteres, szárnyfesztávolsága 17–21 centiméter körül mozog.
|  |

## Életmódja
Mint minden cinege, ez a faj is rovarevő, különféle kifejlett ízeltlábúakat és lárvákat fogyaszt. Állandó madár, telente kényszerűségből magvakat és bogyókat eszik. Szűkös kínálat esetén kóborol.
Énekhangja ritkán hallható, dallamos, egyébként sokféle hangadása közül a legismertebb a „cí-dé-dé-dé” hívódallam. A barátcinege „pitcsú” kiáltását sosem hallatja.

## Szaporodása

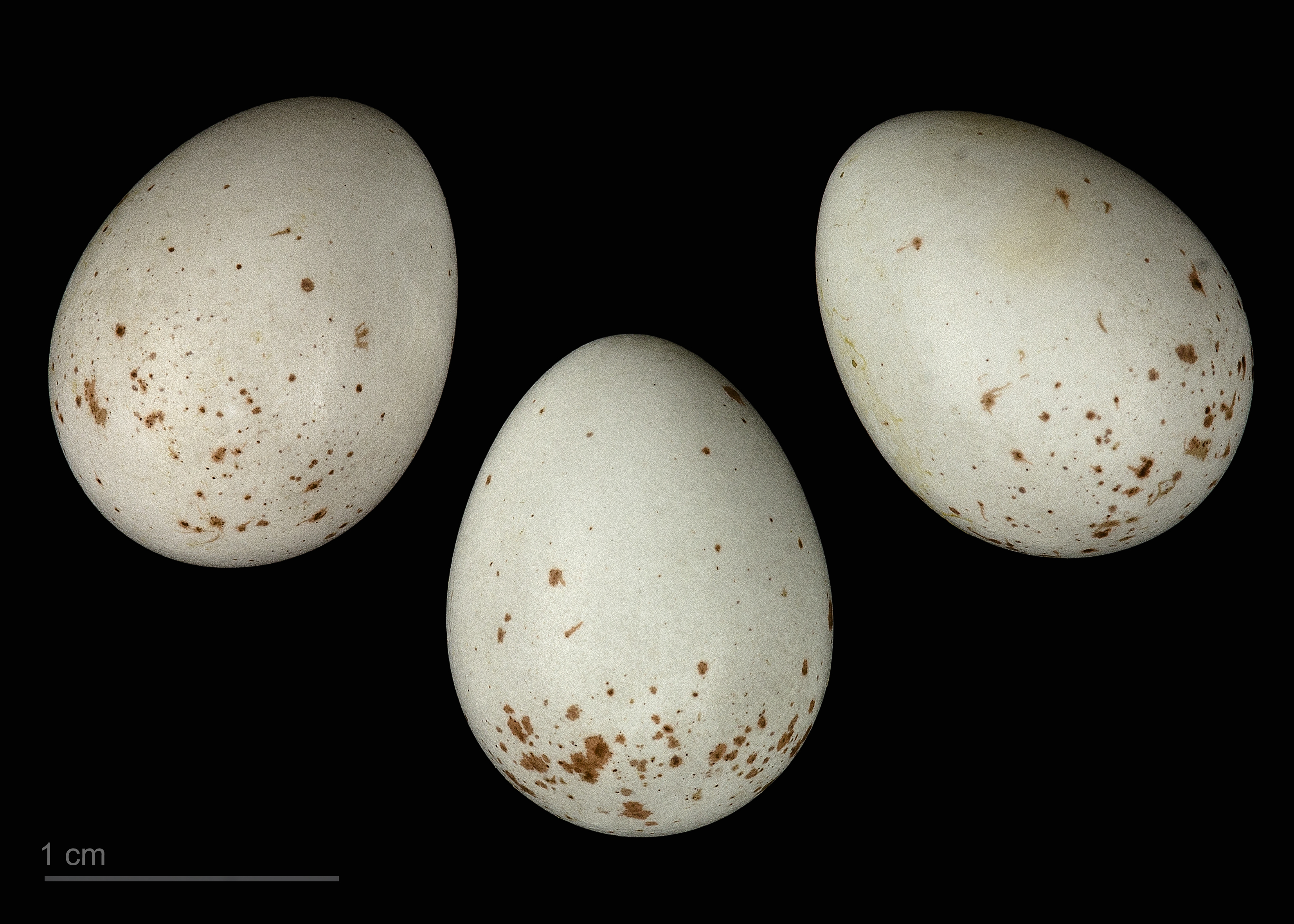
Poecile montanus

A kormosfejű cinege szaporodása különféle tűlevelű és bükkerdőkhöz kötődik, mivel fészkét itt saját maga vájta faodvakban rendezi be. A fészket a vájás közben keletkezett fahulladékkal és levéltörmelékekkel béleli ki, környékét védelmezi az esetleges beköltözőktől. Évente kétszer is költ.
Egy fészekalj kb. 7-10 tojásból áll, amelyeken a szülők felváltva kotlanak két hétig. A kikelő csupasz és vak fiókák fészeklakók, de alig 16-18 napon belül kitollasodnak és kirepülnek. Addig gondos szüleik különféle ízeltlábúakkal, különös előszeretettel lárvákkal táplálják őket.

## Kárpát-medencei előfordulása
Magyarországon ritka, de rendszeres fészkelőnek mondható. Az állomány az Északi-középhegység és a Kisalföld vidékén él. Becslések szerint Magyarországon 300 – 500 fészkelő pár élhet, és a trend növekvő.

## Védettsége
Az emberi közelséghez alkalmazkodott faj a Természetvédelmi Világszövetség szerint nemzetközi léptékben is jó kilátású, SPEC értékelése nincs. Magyarországon ennek ellenére védettséget élvez, természetvédelmi értéke 25 000 forint.